# Silphium
Silphium là một chi thực vật có hoa trong họ Cúc (Asteraceae).

## Loài
Chi Silphium gồm các loài: